# Maria Adelaide di Lussemburgo
Maria Adelaide di Lussemburgo (nome completo Marie-Adélaïde Thérèse Antonia Hilda Wilhelmine; Colmar-Berg, 14 giugno 1894 – Lenggries, 24 gennaio 1924) fu granduchessa di Lussemburgo dalla morte del padre Guglielmo IV, nel 1912, fino alla sua abdicazione, nel 1919, a favore della sorella Carlotta.

## Biografia

### Infanzia e problema della successione

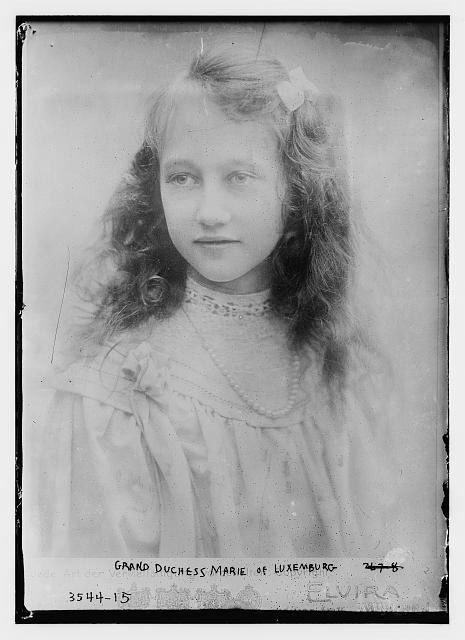
La giovane Maria Adelaide

Maria Adelaide era la figlia primogenita di Guglielmo IV di Lussemburgo e di Maria Anna di Braganza. Suoi nonni materni erano dunque il re Michele del Portogallo e la principessa Adelaide di Löwenstein-Wertheim-Rosenberg, dalla quale la futura granduchessa prese il nome di battesimo.

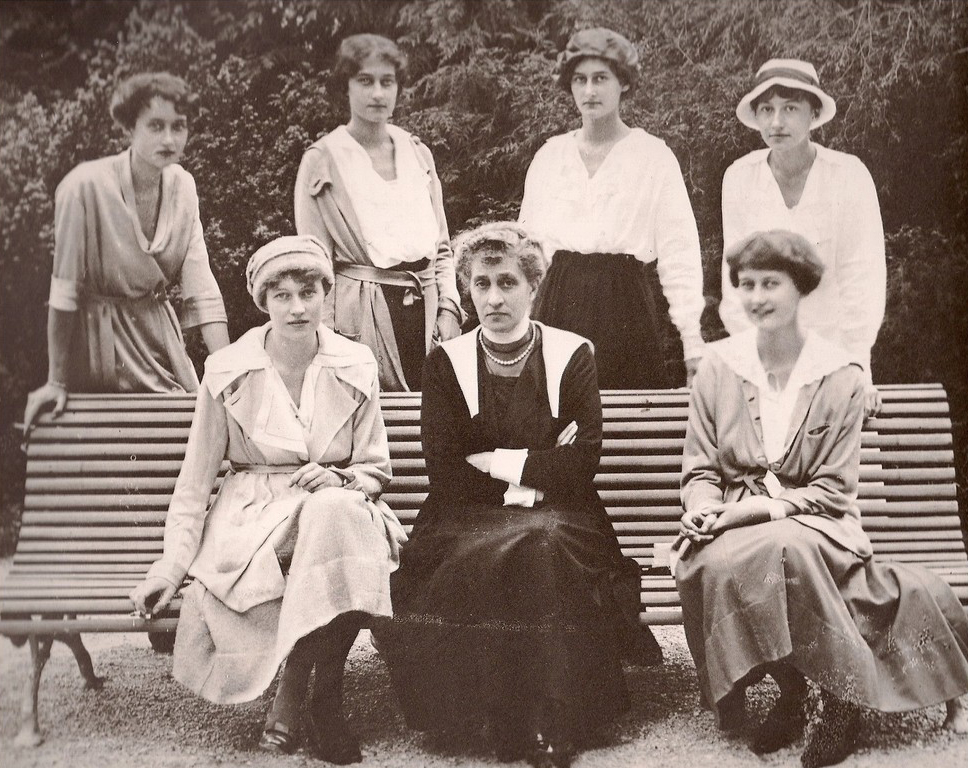
Maria Anna di Braganza con le sei figlie: alla sua destra Carlotta; alla sinistra Maria Adelaide

Dal momento che suo padre aveva avuto sei femmine ma nessun maschio, fu lui stesso a dichiarare Maria Adelaide quale erede del trono granducale di Lussemburgo il 10 luglio 1907 in modo da prevenire qualsiasi problematica circa la successione. Quando pertanto Guglielmo morì il 25 febbraio 1912, Maria Adelaide gli succedette a soli 17 anni, sotto la reggenza della madre per sei mesi, fino al compimento della maggiore età. Maria Adelaide fu così la prima sovrana di Lussemburgo dal 1296 ad essere nata entro i confini del granducato ed una delle pochissime donne regnanti nel mondo (con Guglielmina dei Paesi Bassi e Salote Tupou III di Tonga).

### Granduchessa di Lussemburgo

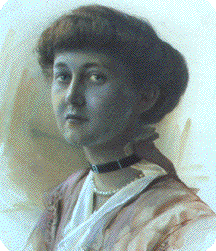
Maria Adelaide, granduchessa di Lussemburgo in una fotografia d'epoca

Maria Adelaide fu sempre molto interessata alla politica del suo Stato e prese sempre parte attiva a tutte le decisioni del governo. Devota cattolica con strenue convinzioni politiche e religiose, il giorno della sua incoronazione (25 luglio 1912) si rifiutò di firmare una nuova legge che mirava a ridurre l'influenza dei sacerdoti cattolici nel ruolo dell'istruzione.
Durante la prima guerra mondiale il granducato fu occupato dall'esercito tedesco e il comportamento di Maria Adelaide parve troppo accondiscendente verso gli occupanti, se non addirittura amichevole. Perciò al termine della guerra, criticata nel Paese e di fronte al rischio di annessione da parte del Belgio o della Francia, nel 1919 abdicò in favore della sorella minore Carlotta per salvare l'indipendenza del paese e la dinastia regnante.

### Ultimi anni e morte

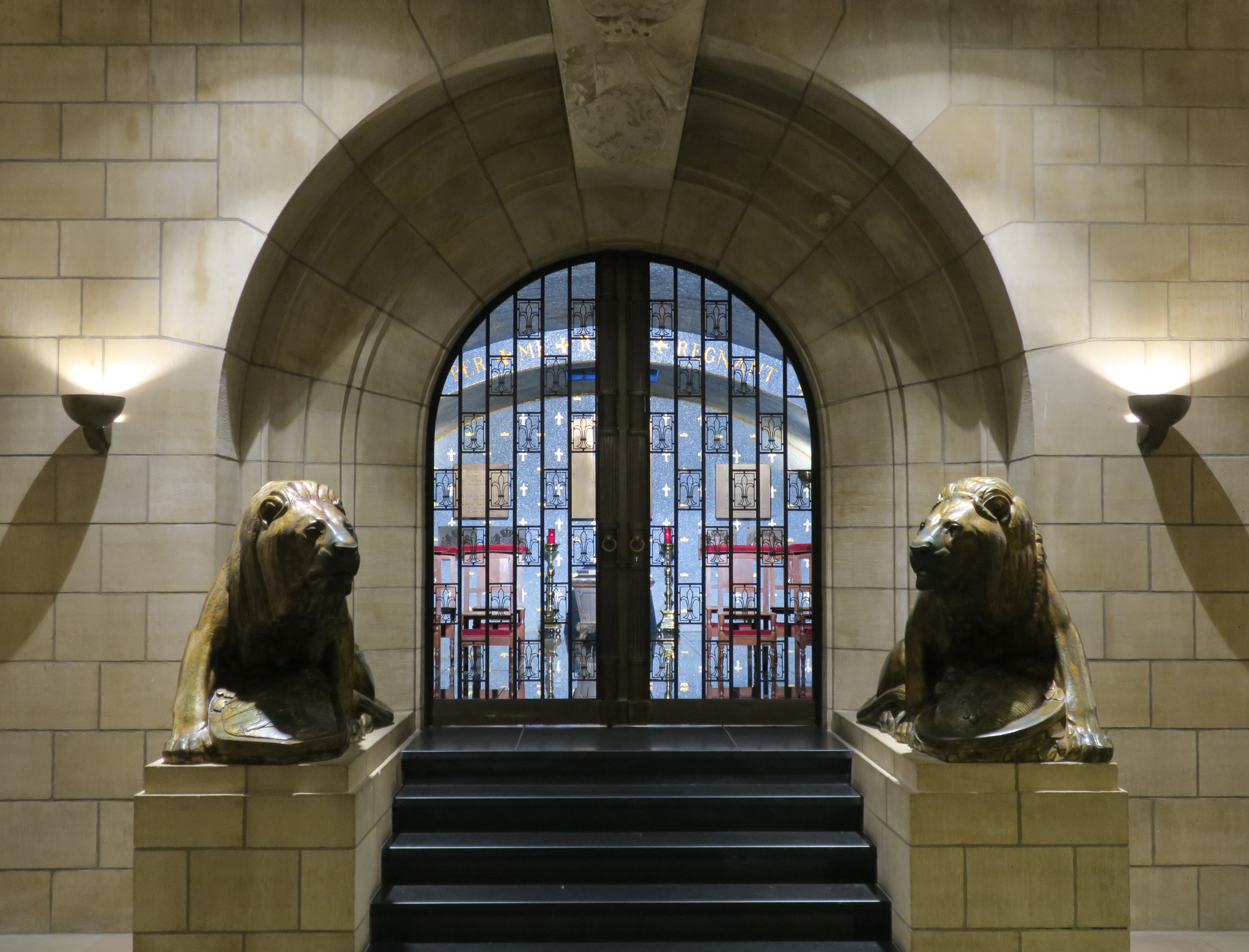
Ingresso della cripta granducale della cattedrale di Notre-Dame di Lussemburgo

Maria Adelaide non si sposò mai e dopo l'abdicazione entrò in convento in Italia, prima presso le carmelitane di Modena, in seguito presso l'ordine delle Piccole Sorelle dei Poveri a Roma, con il nome di suor Maria dei Poveri.
Morì d'influenza nel castello di Hohenburg il 24 gennaio 1924 e fu sepolta nella cripta dei granduchi della cattedrale di Notre-Dame nella città di Lussemburgo il 22 ottobre 1947.

## Ascendenza
|                                             |                            |                                                                  | Genitori                                           |  |  | Nonni |  |  | Bisnonni                  |  |  | Trisnonni                                       |  |
|                                             |                            |                                                                  |                                                    |  |  |       |  |  | Guglielmo, Duca di Nassau |  |  | Federico Guglielmo, Principe di Nassau-Weilburg |  |
|                                             |                            |                                                                  |                                                    |  |  |       |  |  | Guglielmo, Duca di Nassau |  |  | Federico Guglielmo, Principe di Nassau-Weilburg |  |
|                                             |                            | Burgravia Luisa Isabella di Kirchberg                            |                                                    |  |  |       |  |  | Guglielmo, Duca di Nassau |  |  |                                                 |  |
| Adolfo, Granduca di Lussemburgo             |                            |                                                                  |                                                    |  |  |       |  |  | Guglielmo, Duca di Nassau |  |  |                                                 |  |
|                                             |                            | Principessa Luisa di Sassonia-Hildburghausen                     | Federico, Duca di Sassonia-Altenburg               |  |  |       |  |  |                           |  |  |                                                 |  |
|                                             |                            | Principessa Luisa di Sassonia-Hildburghausen                     | Federico, Duca di Sassonia-Altenburg               |  |  |       |  |  |                           |  |  |                                                 |  |
|                                             |                            | Principessa Luisa di Sassonia-Hildburghausen                     | Duchessa Carlotta Georgina di Meclemburgo-Strelitz |  |  |       |  |  |                           |  |  |                                                 |  |
| Guglielmo IV, Granduca di Lussemburgo       |                            | Principessa Luisa di Sassonia-Hildburghausen                     |                                                    |  |  |       |  |  |                           |  |  |                                                 |  |
|                                             |                            | Principe Federico Augusto di Anhalt-Dessau                       | Federico, Principe Ereditario di Anhalt-Dessau     |  |  |       |  |  |                           |  |  |                                                 |  |
|                                             |                            | Principe Federico Augusto di Anhalt-Dessau                       | Federico, Principe Ereditario di Anhalt-Dessau     |  |  |       |  |  |                           |  |  |                                                 |  |
|                                             |                            | Principe Federico Augusto di Anhalt-Dessau                       | Langravia Amalia d'Assia-Homburg                   |  |  |       |  |  |                           |  |  |                                                 |  |
| Principessa Adelaide Maria di Anhalt-Dessau |                            | Principe Federico Augusto di Anhalt-Dessau                       |                                                    |  |  |       |  |  |                           |  |  |                                                 |  |
|                                             |                            | Langravia Maria Luisa Carlotta d'Assia-Kassel                    | Langravio Guglielmo d'Assia-Kassel                 |  |  |       |  |  |                           |  |  |                                                 |  |
|                                             |                            | Langravia Maria Luisa Carlotta d'Assia-Kassel                    | Langravio Guglielmo d'Assia-Kassel                 |  |  |       |  |  |                           |  |  |                                                 |  |
|                                             |                            | Langravia Maria Luisa Carlotta d'Assia-Kassel                    | Principessa Luisa Carlotta di Danimarca            |  |  |       |  |  |                           |  |  |                                                 |  |
| Maria Adelaide, Granduchessa di Lussemburgo |                            | Langravia Maria Luisa Carlotta d'Assia-Kassel                    |                                                    |  |  |       |  |  |                           |  |  |                                                 |  |
|                                             | Giovanni VI del Portogallo | Pietro III del Portogallo                                        |                                                    |  |  |       |  |  |                           |  |  |                                                 |  |
|                                             | Giovanni VI del Portogallo | Pietro III del Portogallo                                        |                                                    |  |  |       |  |  |                           |  |  |                                                 |  |
|                                             | Giovanni VI del Portogallo | Maria I del Portogallo                                           |                                                    |  |  |       |  |  |                           |  |  |                                                 |  |
| Michele I del Portogallo                    | Giovanni VI del Portogallo |                                                                  |                                                    |  |  |       |  |  |                           |  |  |                                                 |  |
|                                             |                            | Carlotta Gioacchina di Spagna                                    | Carlo IV di Spagna                                 |  |  |       |  |  |                           |  |  |                                                 |  |
|                                             |                            | Carlotta Gioacchina di Spagna                                    | Carlo IV di Spagna                                 |  |  |       |  |  |                           |  |  |                                                 |  |
|                                             |                            | Carlotta Gioacchina di Spagna                                    | Maria Luisa di Parma                               |  |  |       |  |  |                           |  |  |                                                 |  |
| Infanta Maria Anna di Portogallo            |                            | Carlotta Gioacchina di Spagna                                    |                                                    |  |  |       |  |  |                           |  |  |                                                 |  |
|                                             |                            | Costantino, Principe Ereditario di Löwenstein-Wertheim-Rosenberg | Carlo Tommaso di Löwenstein-Wertheim-Rosenberg     |  |  |       |  |  |                           |  |  |                                                 |  |
|                                             |                            | Costantino, Principe Ereditario di Löwenstein-Wertheim-Rosenberg | Carlo Tommaso di Löwenstein-Wertheim-Rosenberg     |  |  |       |  |  |                           |  |  |                                                 |  |
|                                             |                            | Costantino, Principe Ereditario di Löwenstein-Wertheim-Rosenberg | Sofia di Windisch-Grätz                            |  |  |       |  |  |                           |  |  |                                                 |  |
| Adelaide di Löwenstein-Wertheim-Rosenberg   |                            | Costantino, Principe Ereditario di Löwenstein-Wertheim-Rosenberg |                                                    |  |  |       |  |  |                           |  |  |                                                 |  |
|                                             |                            | Agnese di Hohenlohe-Langenburg                                   | Carlo Ludovico I di Hohenlohe-Langenburg           |  |  |       |  |  |                           |  |  |                                                 |  |
|                                             |                            | Agnese di Hohenlohe-Langenburg                                   | Carlo Ludovico I di Hohenlohe-Langenburg           |  |  |       |  |  |                           |  |  |                                                 |  |
|                                             |                            | Agnese di Hohenlohe-Langenburg                                   | Amalia Enrichetta di Solms-Baruth                  |  |  |       |  |  |                           |  |  |                                                 |  |
|                                             |                            | Agnese di Hohenlohe-Langenburg                                   |                                                    |  |  |       |  |  |                           |  |  |                                                 |  |